# Lattoniere
Il lattoniere o stagnaio è colui che lavora la lamiera metallica in genere, impiegando utensili manuali o macchine quali la piegatrice.
I lattonieri possono realizzare tubazioni e raccorderia in lamiera, fabbricare carter a livello industriale e, una volta, riparare le carrozzerie delle autovetture.
Esistono inoltre i lattonieri edili, generalmente artigiani che piegano lastre di rame, acciaio, alluminio e altri metalli per realizzare tetti delle abitazioni, grondaie, scossaline, coperture, coperture di sepolcri, cripte e culle in rame.
Sono nate aziende specializzate nel settore della lattoneria, più precisamente si tratta di aziende che forniscono il tetto finito e completo di tutto, partendo dalla rimozione e smaltimento delle lastre di amianto, al rifacimento delle grondaie, posa di abbaini e comignoli fino alla posa dei moderni pannelli coibentati per copertura.
Queste ditte si occupano inoltre della parte burocratica obbligatoria per legge e perfino della sicurezza del cantiere.
Sono rimasti in pochi gli artigiani che svolgono ancora con maestrìa il lavoro del lattoniere, che richiede una grande abilità manuale.